# Гитшем, Кристофер
Кристофер Уильям «Крис» Гитшем (англ. Christopher William "Chris" Gitsham; 15 октября 1888 — 16 июня 1956) — южноафриканский легкоатлет, призёр олимпийских игр.
Крис Гитшем родился в Питермарицбурге. На Олимпиаде-1912 в Стокгольме он участвовал в соревнованиях по марафону, и завоевал серебряную медаль, уступив 58 секунд своему товарищу по команде Кеннету Макартуру.
Гитшем принимал участие в соревнованиях по марафону на Олимпиаде-1920, но сошёл с дистанции.